# Szkocka Partia Socjalistyczna
Szkocka Partia Socjalistyczna (ang. Scottish Socialist Party SSP, gael. Pàrtaidh Sòisealach na h-Alba, scots Scots Socialist Pairty) – szkocka Partia polityczna odwołująca się w swym programie politycznym do socjalizmu w kwestiach ekonomicznych oraz opowiadająca się za niepodległością Szkocji. SSP jest członkiem założycielem Europejskiej Lewicy Antykapitalistycznej (European Anticapitalist Left). Afiliowaną organizacją młodzieżową jest Scottish Socialist Youth.

## Historia SSP
Partia została założona w 1998 przez działaczy kilku lewicowych ugrupowań działających w Szkocji. Większość z nich uczestniczyła wcześniej w Szkockim Sojuszu Socjalistycznym (ang. Scottish Socialist Alliance (SSA)), utworzonego z inicjatywy "Tendencji Bojowej" (ang. Militant Tendency) będącej do roku 1991 frakcją Partii Pracy. Przewodniczącym partii został Tommy Sheridan. Po dobrym wyniku w wyborach w roku 1999 nastąpił wzrost liczby członków partii, m.in. w wyniku przyłączenia się do niej na prawach autonomicznej frakcji Socialist Workers Party. Do SSP wstępowało także wielu byłych członków Partii Pracy oraz Szkockiej Partii Narodowej. Jako swojego politycznego reprezentanta szkoccy socjaliści zostali uznani przez związek zawodowy RMT (ang. National Union of Rail, Maritime and Transport Workers).
11 listopada 2004 r. Tommy Sheridan zrezygnował z funkcji przewodniczącego. Jego miejsce zajął pochodzący z Edynburga Colin Fox. 29 sierpnia 2006 Tommy Sheridan ogłosił, że opuszcza partię i zamierza utworzyć nową, która przyjęła nazwę "Solidaity". Za Sheridanem odeszli również członkowie SSP skupieni we frakcji SWP. Do Solidarity wstąpili nie biorący udziału we współtworzeniu SSP działacze Komitetu na rzecz Międzynarodówki Robotniczej (CWI).

## Kampanie SSP
Szkocka Partia Socjalistyczna prowadzi m.in. kampanie za niepodległością Szkocji, za darmową realizacją recept, za darmowym transportem publicznym, za darmowymi posiłkami w szkołach, za legalizacją marihuany, na rzecz wycofania wojsk z Iraku i Afganistanu oraz za edukacją seksualną.

## Udział SSP w wyborach

### doParlamentu Szkocji
- 1999 - 1,99% (46 635 głosy); posłem został wybrany Tommy Sheridan startujący w Glasgow, otrzymał on 7,2% (18 473) głosów;
- 2003 - 6,7% (128 026 głosów); posłami zostało sześcioro członków SSP: Carolyn Leckie z okręgu Central Scotland (7,23%, 19 016 głosów), Tommy Sheridan i Rosie Kane z Glasgow - wspólnie 15,2%, (31 216 głosów), z okręgu Lothian Colin Fox - 5,4% (14 448 głosów), w południowej Szkocji Rosemary Byrne - 5,4% (14 228 głosów), w zachodniej Szkocji Frances Curran - 7,2% (18 591 głosów)
- 2007 - 0,6% (12731 głosów), partia nie uzyskała miejsc w parlamencie;
- 2011 – 0,4% (8272 głosy), partia nie uzyskała miejsc w parlamencie.

### doIzby Gmin
- 2001 - 3,1% (72 516 głosów), partia nie uzyskała mandatów;
- 2005 - 1,9% (43 514 głosów), partia nie uzyskała mandatów;

### doParlamentu Europejskiego
- 1999 - 4,02% (39 720 głosów), partia nie uzyskała mandatów;
- 2004 - 5,2% (61 356 głosów), partia nie uzyskała mandatów;
- 2009 - 0,9% (10 404 głosy), partia nie uzyskała mandatów.